# Guimarânia
Guimarânia is een gemeente in de Braziliaanse deelstaat Minas Gerais. De gemeente telt 7.322 inwoners (schatting 2009).

## Aangrenzende gemeenten
De gemeente grenst aan Coromandel, Cruzeiro da Fortaleza, Patos de Minas en Patrocínio.